# Balufu Bakupa-Kanyinda
Balufu Bakupa-Kanyinda (Kinshasa, 1957) è un regista congolese (Repubblica Democratica del Congo) naturalizzato belga.

## Biografia
Balufu Bakupa-Kanyinda nacque il 30 ottobre 1957 a Kinshasa. Ha studiato sociologia, storia e filosofia a Bruxelles, in Belgio. Ha seguito corsi di regia in Francia, nel Regno Unito e negli Stati Uniti. Dal 1979 al 1981 è stato istruttore presso il Centro culturale francese di Lubumbashi.
Nel 1991 ha realizzato il suo primo documentario, Dix mille ans de cinéma , e nel 1993 ha pubblicato un secondo documentario su Thomas Sankara. Il suo primo film di finzione è stato Le Damier - Papa national oyé! (The Draughtsmen Clash) realizzato nel 1996.
È stato membro del consiglio di amministrazione di cortometraggi al CNC in Francia dal 1999 al 2001. Balufu è stato anche membro dell'Input 2000 (International Public Television) a Città del Capo, in Sud Africa e membro di CreaTV, il programma Unesco per televisori nel Sud tra il 2000 e il 2003. La New York University lo ha invitato a tenere una conferenza nel 2006/2007 nel campus NYU-Ghana ad Accra. Balufu è membro fondatore della Gilda dei produttori e registi africani. Nel 2015 Bakupa-Kanyinda ha partecipato a La Belle at the Movies, un documentario di Cecilia Zoppolletto sulla storia e la scomparsa del cinema congolese, dichiarando che stava lavorando per fondare una scuola di cinema e per l'invio di opere ai festival internazionali affermando che "Il cinema è un'arte importante: è l'arte di raccontare il mondo di te stesso".

## Filmografia
- Dix mille ans de cinéma (1991) - documentario
- Thomas Sankara (1993) - documentario
- Le Damier – Papa national oyé! (1996) - film tv
- Bongo libre… (1996) - documentario
- Watt (1999)
- Balangwa Nzembo (l’ivresse de la musique congolaise) (1999)
- Afro@Digital (2002)
- Article 15 bis (2002)
- Juju Factory (2007)
- Nous aussi avons marché sur la lune (2009)

## Riconoscimenti
- Il film Le Damier – Papa national oyé (1996) ha ricevuto il premio ACCT – Agence de la Francophonie, Fespaco 1997 in Burkina Faso, il Reel Black Talent Award a Toronto, Canada nel 1997, il Grand Prize a il Festival de Villeurbanne in Francia nel 1997, il premio Qualità dal CNC in Francia nel 1998 e diversi premi al Festival internazionale del cinema francofono di Namur nel 1998.
- Article 15 bis (1999) ha vinto una menzione di giuria al Festival international du court métrage de Clermont-Ferrand, Francia. 2000, menzione della giuria al Festival International du Film Francophone di Namur, Belgio, 2000, medaglia di bronzo alle Journées Cinématographiques de Carthage di Cartagine, Tunisia, 2000 e altri premi.
- AFRO @ DIGITAL ha ottenuto una menzione di giuria al Festival del cinema internazionale dello Zimbabwe ad Harare, Zimbabwe, nel 2004